# Vardino
Vardino (en macédonien Вардино) est un village du sud-est de la Macédoine du Nord, situé dans la municipalité de Demir Hisar. Le village comptait 266 habitants en 2002.

## Démographie
Lors du recensement de 2002, le village comptait :
- Macédoniens : 33
- Serbes : 1